# Ангел Ангелов (дипломат)
Вижте пояснителната страница за други личности с името Ангел Ангелов.
Ангел Александров Ангелов е български дипломат, посланик в  Република Северна Македония.

## Биография
Ангел Ангелов е роден на 2 март 1972 година в София в семейството на Александър и Бистра Ангелови. Завършва славянска филология в Софийския университет, специализира в НБУ и Клингендал, Холандия. От 2000 г. работи в МВнР в дирекция „Югоизточна Европа“ в посолствата на България в Сърбия и Република Македония. Между 2007 и 2010 г. е първи секретар, заместник-ръководител, временно управляващ (2009 – 2010) на българското посолство в Република Северна Македония. От ноември 2011 г. отговаря за отношенията с Република Македония, Сърбия, Босна и Херцеговина, Хърватия и Черна гора, а от 2012 до 2016 г. е посланик в Босна и Херцеговина. Между 2017 и 2018 г. Ангелов е директор на дирекция „Югоизточна Европа“ в МВнР, а от 13 декември 2018 г. е посланик в  Република Северна Македония.
Владее английски, сръбски, хърватски и руски език.